# التعويب
التعويب؛ غناء تقليدي، يسمى أيضًا التشويق، تمارسه النساء أثناء جمع الحطب ورعي الأغنام في المفالي وسفوح الجبال بغرض التخفيف من عناء العمل والترويح عن النفس.

## كيفية أداؤه
- يٌغنى بشكل فردي أو مشتركًا بين امرأتين ترد فيه الثانية على الأولى.
- لا يصاحب الغناء أي آلة موسيقية.
- تتخلل بعض نصوصه كلمة يا عوب بشكل متكرر ولهذا يسمى بالتعويب.
- تركز نصوصه على مشاعر المرأة العاطفية المكبوتة فتبث خلالها شجونها ولوعتها ومآسي الحياة التي تعيشها.[1]

## وصلات خارجية
- النادي الثقافي يبحر في فضاء "أغاني الجبال في عمان"
- فن التعويب من الفنون العُمانية التقليدية
- الوالدة شوينة الربعانية... وفن التعويب
- فن التعويب
- فن التعويب من الفنون النسائية العُمانية
- فن التعويبة العماني
- فن التشويق من الفنون العُمانية التقليدية